# Юдников, Алексей Александрович
Алексей Александрович Юдников (Пустой шаблон {{ВД-Преамбула}} ) — российский хоккеист, нападающий.

## Биография
Воспитанник СДЮШОР «Спартаковец» (Екатеринбург). Начинал играть за «Автомобилист-2» (1992/93). В сезонах-1992/93 — 1999/2000 выступал за «Буран» / «Воронеж». В конце сезона-1999/2000 и первой половине следующего сезона играл за «Кристалл» / «Элемаш» Электросталь, затем — игрок хабаровского «Амура», провёл 149 матчей в Суперлиге.
Выступал за «Мотор» Барнаул (2005/06), «Автомобилист» Екатеринбург (2006/07), «Спутник» Нижний Тагил (2007/08 — 2008/09).